# Osum
Az Osum Albánia hatodik leghosszabb folyója. Délkelet-Albániában ered, s 161 kilométeren keresztül előbb kelet–nyugati, majd északnyugati irányba folyik, végül a Devoll folyóval egyesülve alkotja az Adriai-tengerbe ömlő Seman folyót. A partján fekvő jelentősebb települések, a forrásponttól mért távolság jelölésével: Çorovoda (92 km), Poliçan (115 km), Berat (138 km), Ura Vajgurore (152 km).
Az ókorban görögül Apszosz (Αψός), latinul Apsus, illetve Assamus néven volt ismert. Forrásvidéke a délkelet-albániai rögvidéken, az Albán-Epirusz északi oldalán található, amelynek törmeléklejtőjébe az Osum forráspatakjai mély árkokat vágtak. Felső szakaszán folyása kelet–nyugati irányú, ezzel a Közép-albán-hegység vagy Çermenika déli peremét jelöli ki. A skrapari régiót elérve medre – a vele párhuzamosan futó Vjosáéhoz és Devolléhoz hasonlóan – északnyugati irányba fordul, majd a Tomorr- és az Ostravica-hegység közötti mély völgyben folyik tovább. Ezen a vidéken található a mintegy 15 kilométer hosszú Osum-szurdok (albán kanion i Osumit), amely az ország egyik leglátványosabb természeti formációja, túrázók és vadvízi evezősök kedvelt kirándulóhelye. Berat városa előtt az Osum völgye kiszélesedik, folyása lelassul, majd mintegy 20 kilométeres meanderezést követően a Devollal egyesülve a Seman viszi tovább a vizét.